# Ekrem Jevrić
Ekrem Jevrić, auch bekannt als Gospoda oder Der Borat vom Balkan in New York, (* 25. Oktober 1961 in Gusinje, SFR Jugoslawien; † 4. März 2016 in New York City, New York) war ein montenegrinischer Folk-Sänger.

## Leben
Ekrem Jevrić wanderte mit seiner Frau Igbala in den späten 1980er-Jahren nach Kanada aus und zog später nach New York, wo er seitdem sein Geld meist als Bauarbeiter und Taxifahrer verdiente. New York sei, wie er in einem Lied erzählt, eine Stadt der Hunde, der Betonblöcke und eines „Frauen-Bataillons auf den Straßen“. Jevrić, der Vater von vier Söhnen wurde und jahrelang an Wochenenden in New Yorker Restaurants auftrat, in denen sich die aus dem Raum Ex-Jugoslawiens stammenden Menschen versammeln, erläuterte seine Meinung zur Frauen-Emanzipation gegenüber einem bosnischen TV-Sender: Er habe gesehen, was die Frauen tun. Sie würden ihre sechsjährigen Kinder alleine lassen, um arbeiten zu gehen. Sie verlören ihren Reichtum, denn die Kinder seien ein großer Reichtum.
Auf YouTube gab es binnen weniger Monate mehr als 15 Millionen Zugriffe auf sein Lied „Kuca - poso, poso - kuca“ (Haus-Arbeit, Arbeit-Haus). Er nahm ab dem 12. September 2010 an der dritten Staffel der serbischen Reality-Show „Farma“ ("Die Farm") des Belgrader TV-Senders Pink teil, in der er es auf den dritten Platz schaffte.
Bei einem Auftritt in einem Werbespot der italienischen Modemarke Dolce & Gabbana verdiente Jevrić seine ersten 1000 Dollar als Künstler für Werbung für Herren-Herbstmode.
Ekrem Jevrić starb am 4. März 2016 im Alter von 54 Jahren in seinem Auto an einem Herzinfarkt, als er zu seinem Arbeitsplatz fahren wollte.